# Maira paria
Maira paria là một loài ruồi trong họ Asilidae. Maira paria được Bigot miêu tả năm 1878. Loài này phân bố ở miền Ấn Độ - Mã Lai.